# 2001년 텔레비전 애니메이션 목록
다음은 2001년에 방송된 텔레비전 애니메이션이다.

## 대한민국
| 제목               | 화수 | 방송 기간                          | 채널 | 비고 |
| ------------------ | ---- | ---------------------------------- | ---- | ---- |
| 꼬마천사 지지      |      | 2001년                             | EBS  |      |
| 우당탕탕 재동이네  |      | 2001년                             | EBS  |      |
| 킬타의 영웅들      |      | 2001년                             | MBC  |      |
| 그린캅스           |      | 2001년                             | KBS1 |      |
| 탱구와 울라숑      | 26   | 2001년 3월 23일 ~ 10월 12일        | KBS2 |      |
| TV동화 행복한 세상 | 2809 | 2001년 4월 30일 ~ 2013년 1월 18일  | KBS1 |      |
| 바스토프 레몬      | 26   | 2001년 5월 3일 ~ 2001년 11월 5일   | KBS2 |      |
| 유니미니펫         | 26   | 2001년 6월 51일 ~ 2001년 12월 7일  | SBS  |      |
| 레카               | 34   | 2001년 9월 ~ 2002년 6월            | EBS  |      |
| 기파이터 태랑      | 26   | 2001년 10월 4일 ~ 2002년           | MBC  |      |
| 탑블레이드         | 51   | 2001년 10월 9일 ~ 2002년 4월 9일   | SBS  |      |
| 날아라 슈퍼보드 5  | 13   | 2001년 10월 19일 ~ 2002년 1월 11일 | KBS2 |      |
| 아장닷컴           | 13   | 2001년 11월 22일 ~ 2002년 2월 14일 | KBS2 |      |
| 모험왕 장보고      | 5    | 2001년 12월 26일 ~ 2002년 1월 25일 | KBS2 |      |

## 일본
| 제목                          | 화수 | 방송 기간 | 채널         | 비고 |
| ----------------------------- | ---- | --------- | ------------ | ---- |
| 조이드 신세기 ZERO            |      | 2001년    | 마이니치방송 |      |
| 폭전슛 베이브레이드           |      | 2001년    | 도쿄TV       |      |
| 테일즈 오브 에타니아          |      | 2001년    | WOWOW        |      |
| 그래플러 바키                 |      | 2001년    | 도쿄TV       |      |
| 지구소녀 아르쥬나             |      | 2001년    | 도쿄TV       |      |
| 지구방위가족                  |      | 2001년    | WOWOW        |      |
| 파괴마정광                    |      | 2001년    | WOWOW        |      |
| 꼬마마법사 레미 포르테        |      | 2001년    | 아사히TV     |      |
| 닥터 린에게 물어봐            |      | 2001년    | 도쿄TV       |      |
| 미래전사 런딤                 |      | 2001년    | 도쿄TV       |      |
| 슈퍼 갤즈                     |      | 2001년    | 도쿄TV       |      |
| 디지몬 테이머즈               |      | 2001년    | 후지TV       |      |
| 별나라 요정 코미              |      | 2001년    | 오사카TV     |      |
| 기동천사 엔젤릭레이어         |      | 2001년    | 도쿄TV       |      |
| 정글은 언제나 맑음 뒤 흐림    |      | 2001년    | 도쿄TV       |      |
| STAR OCEAN EX                 |      | 2001년    | 도쿄TV       |      |
| 마법전사 리우이               |      | 2001년    | WOWOW        |      |
| The Soul Taker                |      | 2001년    | WOWOW        |      |
| 느와르                        |      | 2001년    | 도쿄TV       |      |
| 파사거성 G 단가이오           |      | 2001년    | 도쿄TV       |      |
| 전뇌모험기 웹다이버           |      | 2001년    | 도쿄TV       |      |
| 양천인간 바토시라             |      | 2001년    | 아이치TV     |      |
| Z.O.E Dolores, i              |      | 2001년    | 도쿄TV       |      |
| 체포하겠어                    |      | 2001년    | TBS          |      |
| 프로젝트 암즈                 |      | 2001년    | 도쿄TV       |      |
| 탐정소년 카게맨               |      | 2001년    | NHK교육      |      |
| 파치슬로 귀족 긴              |      | 2001년    | 후지TV       |      |
| 고고 다섯쌍둥이               |      | 2001년    | 후지TV       |      |
| 파랏파랏파                    |      | 2001년    | 후지TV       |      |
| 학원전기 무료                 |      | 2001년    | NHK 제2위성  |      |
| 찬스 트라이앵글 세션          |      | 2001년    | 도쿄TV       |      |
| 스크라이드                    |      | 2001년    | 도쿄TV       |      |
| 샤먼킹                        |      | 2001년    | 도쿄TV       |      |
| 아이마이미!! 스트로베리 에그  |      | 2001년    | WOWOW        |      |
| 후르츠 바스켓                 |      | 2001년    | 도쿄TV       |      |
| 마법소녀 고양이 다루토        |      | 2001년    | WOWOW        |      |
| 코스모워리어 제로             |      | 2001년    | 도쿄TV       |      |
| 노노짱                        |      | 2001년    | 아사히TV     |      |
| 성계의 전기 II                |      | 2001년    | WOWOW        |      |
| 그래플러 바키 최대 토너먼트편 |      | 2001년    | 도쿄TV       |      |
| 사무라이 걸 리얼바웃 하이스쿨 |      | 2001년    | 키즈스테이션 |      |
| 사막의 해적 캡틴 쿠파         |      | 2001년    | NHK 제2위성  |      |
| 선풍의 호위꾼                 |      | 2001년    | 니혼TV       |      |
| 행복한 세상의 족제비          |      | 2001년    | 도쿄TV       |      |
| 파이널 판타지 언리미티드      |      | 2001년    | 도쿄TV       |      |
| 작은 눈의 요정 슈가           |      | 2001년    | 도쿄TV       |      |
| X                             |      | 2001년    | WOWOW        |      |
| 천사의 꼬리                   |      | 2001년    | WOWOW        |      |
| 반드레드 -The Second Stage-   |      | 2001년    | WOWOW        |      |
| 바벨 2세                      |      | 2001년    | 도쿄TV       |      |
| 가이스터즈                    |      | 2001년    | 오사카TV     |      |
| 격투! 크러시기어 TURBO        |      | 2001년    | 나고야TV     |      |
| 캡틴 츠바사                   |      | 2001년    | 도쿄TV       |      |
| 테니스의 왕자                 |      | 2001년    | 도쿄TV       |      |
| 고스트 바둑왕                 |      | 2001년    | 도쿄TV       |      |
| 헬싱                          |      | 2001년    | 후지TV       |      |
| 코코로 도서관                 |      | 2001년    | 도쿄TV       |      |
| 레이브                        |      | 2001년    | TBS          |      |
| 뱀파이어 키즈                 |      | 2001년    | 후지TV       |      |
| 사이보그 009                  |      | 2001년    | 도쿄TV       |      |
| 난 네가 여기 있길 원해        |      | 2001년    | 키즈스테이션 |      |
| 요리킹 조리킹                 |      | 2001년    | NHK 제2위성  |      |
| 하품요정 아쿠비               |      | 2001년    | 키즈스테이션 |      |

## 참고 문헌
- 야마구치 야스오 (2005). 《일본 애니메이션 역사》. 미술문화. 257-258쪽.